# はすまる
はすまる（生年不詳）は、日本の女性漫画家。本名非公開。高校生のときに相撲の魅力に開眼。
「相撲部屋の隣にある」という理由で予備校を選ぶほど夢中になる。
会社勤務のかたわら、ネコと相撲好きが高じてTwitterで四コマまんが
「すもうねこ」を連載。反響を呼び、リブレ出版より『すもうねこ』
として刊行される(1〜3巻)。好きな力士は元関脇の水戸泉関（現錦戸親方）。

## 経歴
- 東京都生まれ
- 2010年、『すもうねこ』連載開始。
- 2011年、『すもうねこ』単行本 第１巻、刊行。
- 2013年、5月場所に相撲協会の公式キャラクター『ハッキヨイ！せきトリくん』とのコラボグッズを発売。
- 2014年、『すもうねこ』、青山ワンセグ開発の8月期エントリー企画のひとつとしてドラマ化。
- 2015年、初のすもうコミックエッセイ、『どすこいダイアリー』刊行 KADOKAWA

## 筆名について
はすまるの「はす」は、『蓮』から。

本人談によると、「もふもふ」も大好きだが、「いぼいぼ」感もたまらないそう。

## 作品リスト

### 単行本
- 『すもうねこ』第1巻1、2011年5月6日刊行、リブレ出版。ISBN 978-4-86263-964-6
- 『すもうねこ』第1巻（kindle版） リブレ出版。ASIN B00BMKX3MO
- 『すもうねこ』第1巻（新装版） 2015年3月10日刊行、リブレ出版。ISBN 978-4-7997-2436-1
- 『すもうねこ』第2巻 もふり寄り 2012年3月14日刊行、リブレ出版。ISBN 978-4-7997-1102-6
- 『すもうねこ』第2巻 もふり寄り(kindle版） リブレ出版。ASIN B00LHOS2OO
- 『すもうねこ』第2巻（新装版）もふり寄り 2015年3月10日刊行、リブレ出版。ISBN 978-4-7997-2534-4
- 『すもうねこ』第3巻 サケと泪と男とちゃんこ 2015年3月10日刊行、リブレ出版。ISBN 978-4-7997-2535-1

### コミックエッセイ
- 『どすこいダイアリー』 2015年9月1日刊行、KADOKAWA。ISBN 978-4-04-653352-4
- 『どすこいダイアリー』(kindle版） 2015年9月1日刊行、KADOKAWA。ASIN B014IAVL6E